# Subsecretaría de Transporte (México)
La Subsecretaría de Transporte es una de las subsecretarías más importantes de la Secretaría de Comunicaciones y Transportes (México), de la cual dependen la Dirección General de Aeronáutica Civil, La Dirección General de Autotransporte Federal, La Dirección General de Protección y Medicina Preventiva en el Transporte y La Dirección General de Transporte Ferroviario y Multimodal.

## Enlaces
- Datos: Q6134958